# Damata
Damata is een geslacht van vlinders van de familie tandvlinders (Notodontidae).

## Soorten
- D. dicyma Wiltshire, 1958
- D. longipennis Walker, 1855